# Донзак (Тарн и Гарона)
Донзак (фр. Donzac) насеље је и општина у јужној Француској у региону Миди Пирене, у департману Тарн и Гарона која припада префектури Кастелсаразен.
По подацима из 2011. године у општини је живело 1020 становника, а густина насељености је износила 77,45 становника/km². Општина се простире на површини од 13,17 km². Налази се на средњој надморској висини од 82 метара (максималној 163 m, а минималној 47 m).

## Демографија
| 1962. | 1968. | 1975. | 1982. | 1990. | 1999. | 2011. |
| ----- | ----- | ----- | ----- | ----- | ----- | ----- |
| 514   | 564   | 517   | 588   | 688   | 798   | 1.020 |

График промене броја становника у току последњих година